# Division I i ishockey 1944/1945
Division I i ishockey 1944/1945 var den högsta divisionen inom svensk ishockey under säsongen. Till denna säsong hade man beslutat att dela in serien i två grupper med namnen Norra och Södra. Grupperna spelades som dubbelserier i tio omgångar. Segrarna i respektive grupp möttes i en seriefinal för att avgöra seriesegern. Vid Svenska Ishockeyförbundets årsmöte 29 oktober 1944 hade man beslutat att flytta upp alla kvallagen från Division II och på så sätt öka antalet lag till tolv. De nya lagen fick det tufft i högsta serien och flera matcher slutade med tvåsiffriga förluster. Samtliga sex nykomlingar placerade sig längst ner i tabellen. Hammarby IF och Södertälje SK vann sina grupper överlägset. Båda lagen förblev obesegrade och Södertälje dessutom utan poängförlust. Hammarby vann seriefinalen och blev den första seriesegraren i det nya formatet. Seriefinalmatcherna blev en publiksuccé och ett genombrott för ishockeyn i Sverige. Särskilt den första returmatchen på Östermalm fick stor uppmärksamhet i media och publikintresset var enormt. Trots att betydligt fler än de officiella publiksiffrorna trängt sig in så stod 4 000 personer utanför och kunde inte komma in. Under matchen rasade två läktarsektioner och 39 personer fick föras till sjukhus. Matchen omtalades efteråt i media som Kalabaliken på malmen.

## Poängtabeller
Norra
| Nr | Lag            | S  | V  | O | F | GM | IM | MS  | P  |
| -- | -------------- | -- | -- | - | - | -- | -- | --- | -- |
| 1  | Södertälje SK  | 10 | 10 | 0 | 0 | 94 | 18 | +76 | 20 |
| 2  | AIK            | 10 | 8  | 0 | 2 | 54 | 20 | +34 | 16 |
| 3  | Karlbergs BK   | 10 | 6  | 0 | 4 | 69 | 36 | +33 | 12 |
| 4  | Tranebergs IF  | 10 | 4  | 0 | 6 | 42 | 61 | −19 | 8  |
| 5  | Sandvikens IF  | 10 | 1  | 1 | 8 | 32 | 88 | −56 | 3  |
| 6  | Surahammars IF | 10 | 0  | 1 | 9 | 18 | 86 | −68 | 1  |

Södra
| Nr | Lag           | S  | V | O | F  | GM  | IM  | MS  | P  |
| -- | ------------- | -- | - | - | -- | --- | --- | --- | -- |
| 1  | Hammarby IF   | 10 | 9 | 1 | 0  | 102 | 19  | +83 | 19 |
| 2  | Nacka SK      | 10 | 7 | 0 | 3  | 62  | 35  | +27 | 14 |
| 3  | IK Göta       | 10 | 6 | 1 | 3  | 47  | 43  | +4  | 13 |
| 4  | IFK Mariefred | 10 | 3 | 2 | 5  | 37  | 51  | −14 | 8  |
| 5  | Skuru IK      | 10 | 2 | 0 | 8  | 33  | 56  | −23 | 4  |
| 6  | IF Göta       | 10 | 0 | 0 | 10 | 24  | 101 | −77 | 0  |

## Seriefinal
Seriefinalspelet spelades i bäst av tre matcher, där vinnaren av den norra serien (Södertälje) mötte vinnaren av den södra (Hammarby). Båda lagen gick in i seriefinalspelet obesegrade. Södertälje vann den första matchen, medan Hammarby vann de andra två matcherna, och blev således seriesegrare.
| 1                             | 21 februari 1945 | Södertälje SK             | 4–2             | Hammarby IF     | Idrottsparken            |                          |
|                               |                  | (2–0, 1–1, 1–1)           | (2–0, 1–1, 1–1) | (2–0, 1–1, 1–1) | Södertälje Publik: 3 748 | Södertälje Publik: 3 748 |
| Birger Nilsson Ivan Thunström | Mål              | Hans Hjelm Holger Nurmela |                 |                 | Södertälje Publik: 3 748 | Södertälje Publik: 3 748 |
|                               |                  |                           |                 |                 | Södertälje Publik: 3 748 | Södertälje Publik: 3 748 |
|                               |                  |                           |                 |                 | Södertälje Publik: 3 748 | Södertälje Publik: 3 748 |
|                               |                  |                           |                 |                 | Södertälje Publik: 3 748 | Södertälje Publik: 3 748 |
|                               |                  |                           |                 |                 | Södertälje Publik: 3 748 | Södertälje Publik: 3 748 |

| 2                              | 23 februari 1945 | Hammarby IF     | 2–1             | Södertälje SK   | Östermalms IP           |                         |
|                                |                  | (2–0, 0–0, 0–1) | (2–0, 0–0, 0–1) | (2–0, 0–0, 0–1) | Stockholm Publik: 8 526 | Stockholm Publik: 8 526 |
| Holger Nurmela Kurt Kjellström | Mål              | Birger Nilsson  |                 |                 | Stockholm Publik: 8 526 | Stockholm Publik: 8 526 |
|                                |                  |                 |                 |                 | Stockholm Publik: 8 526 | Stockholm Publik: 8 526 |
|                                |                  |                 |                 |                 | Stockholm Publik: 8 526 | Stockholm Publik: 8 526 |
|                                |                  |                 |                 |                 | Stockholm Publik: 8 526 | Stockholm Publik: 8 526 |
|                                |                  |                 |                 |                 | Stockholm Publik: 8 526 | Stockholm Publik: 8 526 |

| 3                                                            | 2 mars 1945 | Hammarby IF                                        | 00005–4 (SD) | Södertälje SK | Östermalms IP           |  |
|                                                              |             |                                                    |              |               | Stockholm Publik: 5 200 |  |
| Åke Andersson Bror Pettersson Stig Andersson Kurt Kjellström | Mål         | Erik Johansson Rolf Eriksson-Hemlin Birger Nilsson |              |               |                         |  |
|                                                              |             |                                                    |              |               |                         |  |
|                                                              |             |                                                    |              |               |                         |  |
|                                                              |             |                                                    |              |               |                         |  |
|                                                              |             |                                                    |              |               |                         |  |